# La Prédication de saint Paul à Éphèse

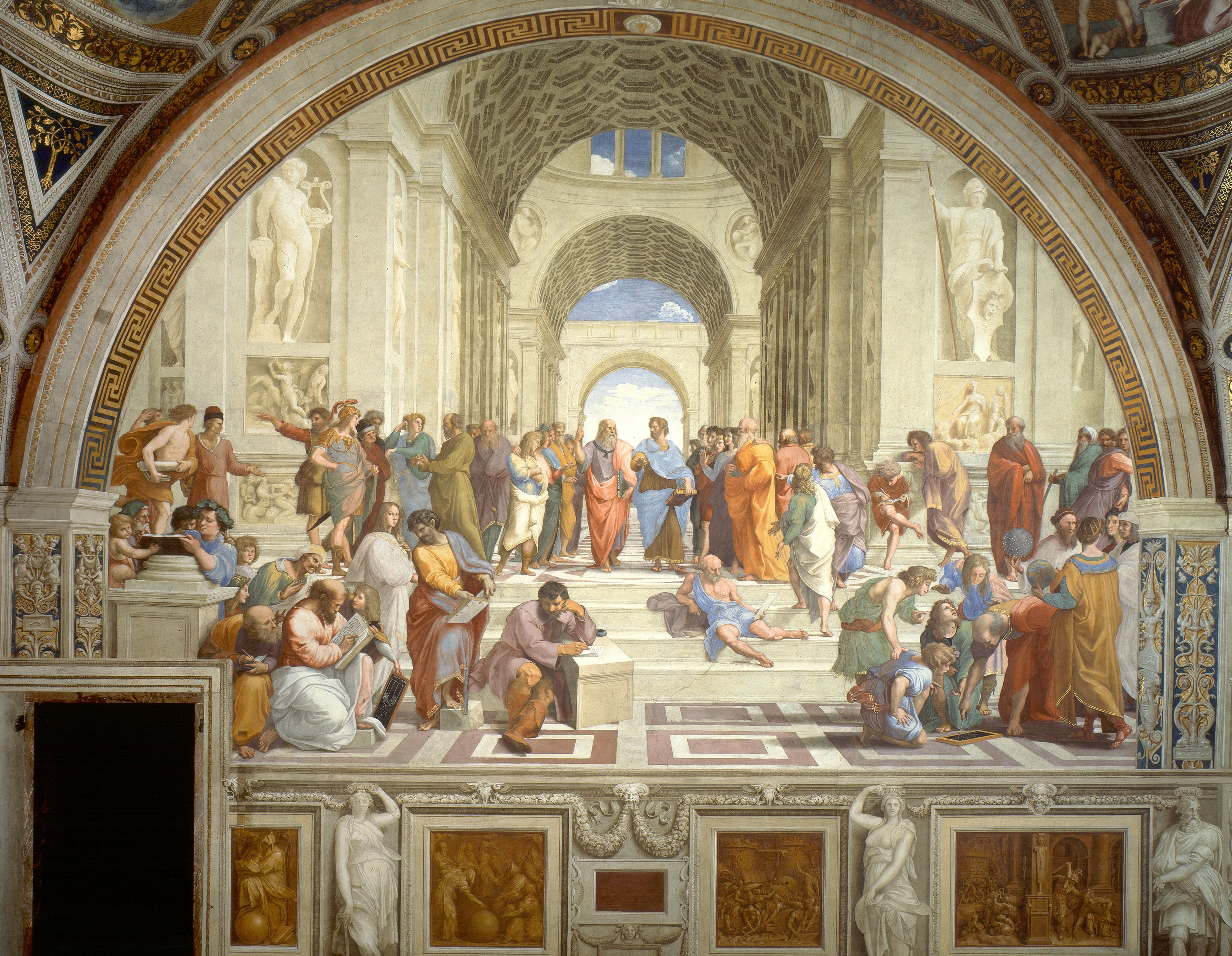
L'École d'Athènes de Raphaël, une source fondamentale pour Le Sueur.

La Prédication de saint Paul à Éphèse est une peinture à l'huile sur toile réalisée en 1649 par Eustache Le Sueur et conservée au musée du Louvre à Paris. 

## Commande et historique
Le tableau est un may de Notre-Dame de Paris. La tradition du may est instituée au XVe siècle par la confrérie Sainte-Anne et Saint-Marcel. Chaque année, au mois de mai, un présent est offert à la Vierge. À l’origine, ce présent consiste en un poème, puis cela évolue en un petit tableau à partir du XVIIe siècle. Ce sont de petits mays présentés dans un tabernacle. En 1630, la nature des mays change encore, puisque les peintres conçoivent désormais des toiles monumentales pouvant atteindre les quatre mètres de hauteur. Ces œuvres représentent généralement les Actes des Apôtres, comme La Prédication de saint Paul à Éphèse d’Eustache le Sueur. Une fois le tableau achevé, il est exposé dans la cathédrale Notre-Dame de Paris. Une majeure partie des grands peintres d’Histoire français ont exécuté un May, comme Charles le Brun, Jacques Blanchard, Sébastien Bourdon ou encore Laurent de la Hyre. Le May est souvent un moment clé dans la période d’un peintre. De fait, la cathédrale étant très fréquentée, y exposer un tableau assurait aux artistes de recevoir de nouvelles commandes. Cette tradition perdure jusqu’en 1707, date à laquelle est offert le tout dernier May de Notre-Dame. 
La Prédication de saint Paul à Éphèse est offert par les orfèvres parisiens Philippe Renault et Gilles Crevon en 1649. Le prix payé aurait été de 400 livres. Le may est identifié dans le chœur de la cathédrale Notre-Dame de Paris en 1684, puis dans la croisée nord en 1715, et dans la nef à partir de 1763. Il est finalement saisi à la Révolution française en même temps que les autres mays, avant d’être intégré en 1794 aux collections du Museum central des arts, le futur musée du Louvre. Depuis 1989, l'œuvre est exposée dans les salles consacrées à la peinture française du XVIIe siècle dans l’aile Richelieu.

## Iconographie
La toile représente un épisode de la vie de saint Paul rapporté dans les Actes des Apôtres. À Éphèse, les nouveaux convertis comprennent qu'il leur faut abandonner la magie : « il y en eut aussi beaucoup de ceux qui avaient exercé les arts curieux, qui apportèrent leurs livres, et les brûlèrent devant tout le monde ; et quand on en eut supputé le prix, on trouva qu’il montait à cinquante mille pièces d’argent » (Act, 19, 19).
La composition se divise en trois parties. Au premier plan se trouve l’autodafé où un jeune homme souffle sur des livres en feu. Au centre de la composition figure le groupe réuni autour de saint Paul levant la main au ciel. Enfin, il y a une scène de charité sur la droite. Eustache le Sueur s’assure de conserver la lisibilité malgré la multitude de détails. 
L’artiste construit rigoureusement sa composition à travers les architectures, et s’inscrit ainsi dans les débats du XVIIe siècle au sujet de la perspective dans les arts. Il met précisément en pratique les recommandations d’Abraham Brosse. L'architecture s'inspire de l'Antiquité, le temple sur la droite étant une référence au célèbre temple de Diane à Éphèse. Eustache le Sueur y place notamment une statue de la Diane de Versailles, chef-d’œuvre de la sculpture antique. Il s’agit d’un très rare exemple dans la carrière d’Eustache le Sueur où il inscrit sa composition dans un site urbain précis.

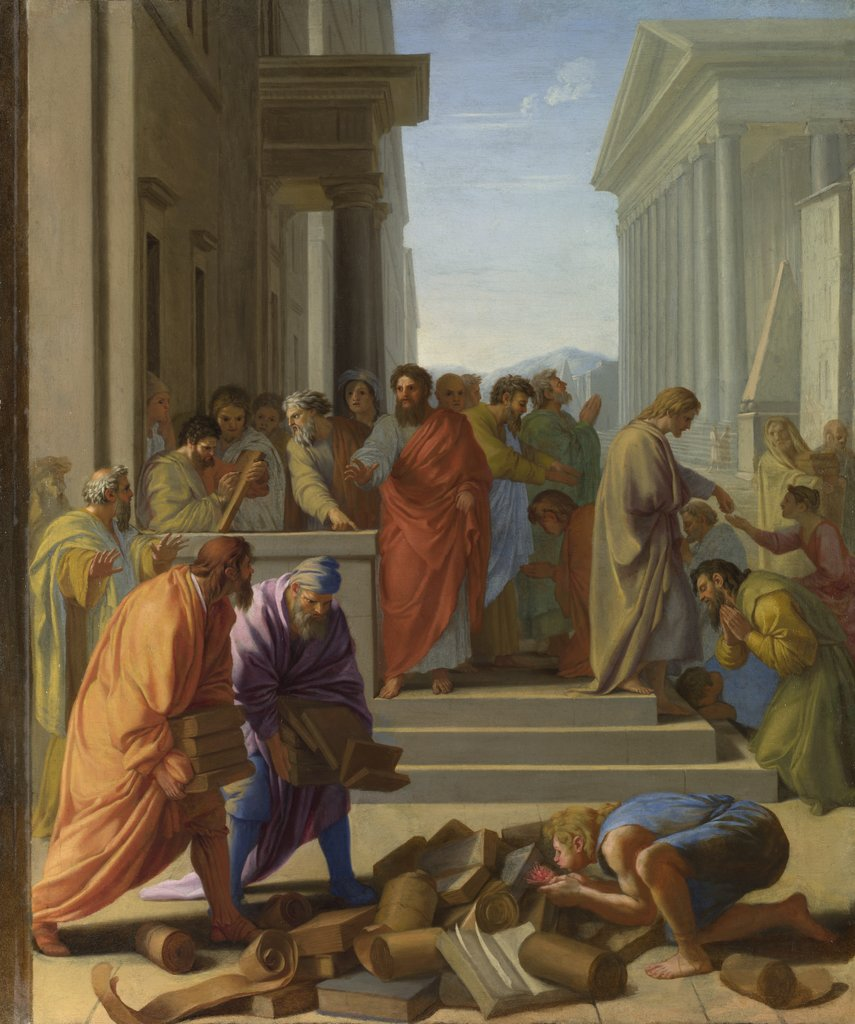
La Prédication de saint Paul à Éphèse, Eustache le Sueur, (1649), Londres, National Gallery

## Les réductions
Comme l’exige la règle des mays de Notre-Dame, le peintre doit exécuter deux réductions en plus du tableau final. Pour La Prédication de saint Paul à Éphèse, ces réductions sont conservées à la National Gallery de Londres et au musée des Beaux-Arts d’Alger, et comportent quelques variantes en comparaison avec le tableau de grand format. Les réductions présentent sur la droite une scène de charité modifiée dans le may. De plus, la place consacrée au fond de paysage est réduite au profit de l'architecture. Cette scène est également présente dans les dessins préparatoires, comme dans celui conservé au musée Städel à Francfort.

## Style
Dans cette peinture, Eustache Le Sueur reprend des modèles célèbres de Raphaël, qui contribuent à l'ordonnance classique de la composition. La figure de saint Paul, le doigt levé vers le ciel, reprend notamment celle de Platon dans L'École d'Athènes. La composition s'inspire également de la tenture des Actes des Apôtres de Raphaël, précisément des deux tapisseries suivantes : La Prédication de saint Paul à Éphèse, et La Mort d'Ananie. 
Ce tableau occupe une place singulière dans la carrière d'Eustache le Sueur. Elle fait partie des deux peintures que l'artiste a datées avec l’Annonciation de Mitry aujourd'hui conservée au musée du Louvre. De plus, l'œuvre incarne l'atticisme parisien, un courant artistique français qui se caractérise par un classicisme très rigoureux. Enfin, La Prédication de Saint Paul à Éphèse est considéré comme le tableau le plus abouti et ambitieux d’Eustache le Sueur, de par sa taille monumentale, et de par la très longue élaboration dont subsistent les nombreux dessins et modelli. Après le XVIIe siècle, le May connaît une belle fortune critique. Elle est souvent copiée, et reçoit longtemps après des critiques élogieuse. En 1784, Thiéry le considère comme « le plus tableau de Le Sueur, et sans contredit un des plus beaux de l’Europe ». 